# Сен-Жирон (округ)
Сен-Жирон (фр. Saint-Girons) — округ (фр. Arrondissement) во Франции, один из округов в регионе Юг-Пиренеи. Департамент округа — Арьеж. Супрефектура — Сен-Жирон.
Население округа на 2006 год составляло 27 193 человек. Плотность населения составляет 18 чел./км². Площадь округа составляет всего 1497 км².